# Olearia gunniana
Olearia gunniana là một loài thực vật có hoa trong họ Cúc. Loài này được (DC.) Hook.f. ex Hook. mô tả khoa học đầu tiên năm 1852.